# کلوکی (ناحیه پیسک)
کلوکی (به چکی: Kluky) یک منطقهٔ مسکونی در جمهوری چک است که در ناحیه پیسک واقع شده‌است. کلوکی ۱۳٫۶۱ کیلومتر مربع مساحت و ۵۵۶ نفر جمعیت دارد و ۴۶۰ متر بالاتر از سطح دریا واقع شده‌است.